# 村上光彦
村上 光彦（むらかみ みつひこ、1929年3月14日 - 2014年5月22日）は、日本のフランス文学者、成蹊大学名誉教授。

## 略歴
長崎県佐世保生まれ。1953年に東京大学文学部仏文学科卒業。東京学芸大学教員を経て1965年より成蹊大学助教授・教授、1997年に定年により名誉教授。
フランス文学作品に加え、第二次世界大戦関連、ノーベル平和賞作家となったエリ・ヴィーゼル、ロナルド・D・レインなどのほか英語圏文学も翻訳し、大佛次郎研究など多彩な活動を行った。『大佛次郎セレクション』（未知谷、全18冊）を編み、大佛次郎研究会会長も務めた。
2014年5月22日、呼吸不全のため死去。85歳没。

## 著作
- 『エジプトの神話』（宝文館、中学生世界神話全集2 エジプト編) 1959
- 『エジプト神話の口承』（鷺の宮書房） 1968
- 『大佛次郎 その精神の冒険』（朝日選書） 1977.8
- 『鎌倉幻想行』（朝日新聞社） 1986.5
- 『パリの誘惑 - 魅せられた異邦人』（講談社現代新書） 1992.7
- 『イニシエーションの旅 - マルセル・ブリヨンの幻想小説』（未知谷） 2010.12

## 主な翻訳
- 『第二次世界大戦 ルーズヴェルトとホプキンズ』全2巻（ロバート・シャーウッド、みすず書房、現代史大系） 1957  
  - 改訳新版『ルーズヴェルトとホプキンズ』（未知谷） 2015
- 『ソヴェト革命とアメリカ 第1』（ジョージ・ケナン、みすず書房、現代史双書1） 1958
- 『第三次世界大戦の原因』（ライト・ミルズ、みすず書房） 1959
- 『ドゴール大戦回顧録』全6巻（みすず書房） 1960 - 1966、新版1999）- 第2回ポール・クローデル賞受賞（1968）
- 『日記：1952 - 1957 第1 (1952 - 1955)』（フランソワ・モーリャック、山崎庸一郎共訳、みすず書房） 1961
- 『日記：1952 - 1957 第2 (1956 - 1957)』（フランソワ・モーリャック、山崎庸一郎共訳、みすず書房） 1961
- 『リヴィングストン発見記』（H・M・スタンレー、三輪秀彦共訳、筑摩書房、世界ノンフィクション全集） 1960
- 『ルオー』（ピエール・クルティヨン編著、柳宗玄共訳、みすず書房） 1962
- 『ペギー』（ロマン・ロラン、山崎庸一郎共訳、みすず書房、ロマン・ロラン全集16） 1965
- 『九月のクロニクル』（ポール・ニザン、晶文社、ポール・ニザン著作集7） 1968
- 『パリの虐殺』（ジャン・カスー、新日本出版社） 1970
- 『偶然と必然 現代生物学の思想的な問いかけ』（ジャック・モノー、渡辺格共訳、みすず書房） 1972
- 『結ぼれ』（R・D・レイン、みすず書房） 1973、のち新装版
- 『砂の荷物』（アンナ・ラングフュス、晶文社） 1974
- 『好き？好き？大好き？ 対話と詩のあそび』（R・D・レイン、みすず書房） 1978、のち新装版
- 『サンタクロース殺人事件』（ピエール・ヴェリー、晶文社） 1980、のち新装版 2013
- 『人類学者と少女』（A・シュルマン、岩波書店、岩波現代選書） 1981.2
- 『日常性の構造 物質文明・経済・資本主義 15 - 18世紀』第1部（全2巻）（フェルナン・ブローデル、みすず書房） 1985
- 『世界時間 物質文明・経済・資本主義 15 - 18世紀』第3部（全2巻）（みすず書房） 1996 - 1999

※『交換のはたらき 物質文明・経済・資本主義 15 - 18世紀』第2部は山本淳一訳
- 『意識ある科学』（エドガール・モラン、法政大学出版局、叢書ウニベルシタス） 1988.4
- 『歴史写真のトリック 政治権力と情報操作』（アラン・ジョベール、朝日新聞社） 1989.10
- 『フランスのお話』1・2（アンリ・プーラ、用美社） 1990.3
- 『夢宮殿』（イスマイル・カダレ、東京創元社） 1994.9、創元ライブラリ（文庫） 2012.2
- 『幻影の城館』（マルセル・ブリヨン、未知谷） 2006.9
- 『砂の都』（マルセル・ブリヨン、未知谷） 2007.4
- 『旅の冒険 - マルセル・ブリヨン短篇集』（マルセル・ブリヨン、未知谷） 2011.6
- 『ロマン・ロラン伝』（ベルナール・デュシャトレ、みすず書房） 2011.12

### エリ・ヴィーゼル
- 『夜』（エリ・ヴィーゼル、みすず書房） 1967、のち新装版 2010、ほか多数
- 『死者の歌』（エリ・ヴィーゼル、晶文社） 1970、のち新版 1986
- 『夜明け』（エリ・ヴィーゼル、みすず書房） 1971、のち新装版
- 『昼』（エリ・ヴィーゼル、みすず書房） 1972、のち新装版
- 『幸運の町』（エリ・ヴィーゼル、みすず書房） 1973
- 『コルヴィラーグの誓い』（エリ・ヴィーゼル、白水社） 1976、のち新装版 2003
- 『沈黙のユダヤ人 - ソビエト・ロシア旅行から帰って』（エリ・ヴィーゼル、白水社） 1978
- 『そしてすべての川は海へ』上・下（エリ・ヴィーゼル、朝日新聞社） 1995
- 『しかし海は満ちることなく』上・下（エリ・ヴィーゼル、平野新介共訳、朝日新聞社） 1999